# Dosa
De dosa of dosay is soort pannenkoekje, een Zuid-Indiase delicatesse die oorspronkelijk komt uit wat nu Karnataka heet. Een dosa wordt gemaakt van rijst en zwarte linzen. Het kan zowel bij het ontbijt als bij het avondeten worden gegeten en is rijk aan koolhydraten en eiwitten.

## Bereiding
Het beslag van een dosa is gemaakt van rijst en gespleten zwarte linzen gemengd met water, dat een nacht moet gisten. Een gewijzigde vorm van hetzelfde beslag kan worden gebruikt om idli's te maken.
Karakteristiek wordt de rijst zeer fijn gemalen, meer dan in een idli-beslag. De rijst kan ongekookt en/of geblancheerd zijn. De linzen en de rijst kunnen worden vervangen door tarwemeel om een maida dosa of griesmeel voor een dosa te maken.

## Serveermethodes
Hoewel dosa's soms worden beschouwd als een ontbijtschotel, kunnen ze ook worden gegeten op andere tijden van dag. Mensen met een tarweallergie of met een glutenintolerantie vinden de dosa een goede toevoeging aan hun dieet. Dosa's kunnen met groenten, vlees en sausen worden gevuld om een snelle maaltijd te bereiden.
Dosa's worden typisch opgediend met een bijgerecht dat varieert naar regionale en persoonlijke voorkeur. De meest voorkomende bijgerechten zijn:
- sambar (gemaakt van struikerwten)
- natte chutney, vaak kokosnotenchutney; een deeg dat gewoonlijk van kokosnoot, dal, groene pepers en munt of koriander wordt gemaakt
- droge chutney of poeder van kruiden en gedroogde kokosnoot
- atjar
- milagai podi, droge pepers, dal, duivelsdrek en zout
- kip

## Dosavariaties
Hoewel dosa typisch naar de versie verwijst die met rijst en linzen wordt gemaakt, bestaan veel andere versies van de dosa. Dit is soms specifiek voor een gebied in India. Andere soorten van dosa zijn:
- Egg dosa - een dosa die is uitgespreid met een omelet.
- Chilli dosa - peperpoeder is verspreid over de dosa.
- Open dosa - chutneypoeder is verspreid over de dosa onder het koken.
- Onion dosa - gehakte en gesauteerde uien zijn verspreid over de dosa.
- Ghee (thuppa/neyyi) dosa - tijdens het bakken van de dosa wordt ghee gebruikt in plaats van olie.
- Butter dosa - tijdens het bakken van de dosa wordt boter gebruikt in plaats van olie en een kleine hoeveelheid boter wordt er tijdens het serveren op gesmeerd.
- Roast - de dosa is dun uitgespreid en is gebakken tot chips.
- Family roast - een lange dosa die meer dan 1 m kan worden uitgespreid .
- Paper dosa - een lange en zeer dunne dosa die meer dan 60 cm kan worden uitgespreid.
- Green dosa - een dosa gevuld met verse groenten en muntchutney.
- Chow-chow dosa - een dosa gevuld met mie.
- Cheese dosa - een dosa gevuld met kaas.
- Masala dosa - een dosa gevuld met gekruide aardappels (beroemd in Zuid-India)
- Rava dosa - gemaakt met rava of griesmeel, deze vergt geen gisting en wordt gewoonlijk als een snelle snack beschouwd.
- Wheat dosa - gemaakt met tarwemeel en geserveerd met kokosnotenchutney.
- Vella dosa - een zoete dosa die van rietsuiker met ghee is gemaakt.[2]
- Ragi dosa - gemaakt van ragi.
- Muttai dosa - eieren zijn toegevoegd aan het normale beslag; het woord muttai betekent "ei" in het Tamil.
- Set dosa - een populaire soort van de dosa in Karnataka, gekookt aan slechts één kant en als paar geserveerd, vandaar de naam.
- Neer Dosa - een dosa gemaakt van rijst uit de Dakshina Kannada en Uttara Kannada districten.
- Adai - een dosa gemaakt van een combinatie van bonen namelijk Urad, Channa & mungboon.
- Appam - een dosa gemaakt van een combinatie van Avalakki, rijst & yoghurt.
- 70 MM Dosa - hetzelfde als de Masala Dosa, maar deze is groter, de diameter is 70 cm.

Kant-en-klare dosa
De pakken van kant-en-klaar dosabeslag zijn over heel India beschikbaar. Ze zijn beschikbaar in verpakkingen van 500 g en 1 kg, en zijn gelijk klaar om op een warmhoudplaat (in sommige gevallen eerst toevoeging van zout of water vereist) te worden uitgespreid. Ook kan het kant-en-klare dosabeslag worden gebruikt om idli's te maken.
Spelling
Er zijn verschillende woorden voor dosa: dhosa, dosay, dosai, dhosai, tosai, thosai (wordt gebruikt in Maleisië en Singapore).